# Brad Malone
Bradley „Brad“ Malone (* 20. Mai 1989 in Miramichi, New Brunswick) ist ein kanadischer Eishockeyspieler, der seit Februar 2022 bei den Edmonton Oilers in der National Hockey League unter Vertrag steht und bereits seit Juli 2017 für deren Farmteam, die Bakersfield Condors, in der American Hockey League auf der Position des linken Flügelstürmers spielt. Sein Onkel Greg Malone und sein Cousin Ryan Malone waren ebenfalls professionelle Eishockeyspieler.

## Karriere
Malone begann seine Karriere in der Saison 2005/06 bei der Eishockeymannschaft der Cushing Academy, ehe er im folgenden Jahr bei den Sioux Falls Stampede in der US-amerikanischen Juniorenliga United States Hockey League spielte und dort den Clark Cup gewinnen konnte. Zwischen 2007 und 2011 stand der Angreifer für die Universitätsmannschaft der University of North Dakota in der Western Collegiate Hockey Association, welche in den Spielbetrieb der National Collegiate Athletic Association eingegliedert ist, auf dem Eis und errang dort in den Spielzeiten 2009/10 sowie 2010/11 die Meisterschaft.
Während seiner Collegekarriere konnte Malone jährlich steigende Offensivstatistiken sowie Strafminuten verzeichnen und erhielt daraufhin im April 2011 einen Vertrag von der National-Hockey-League-Organisation Colorado Avalanche, welche sich zuvor im Rahmen des NHL Entry Draft 2007 die Transferrechte am Kanadier gesichert hatten. Er begann die Saison 2011/12 zunächst beim Farmteam Lake Erie Monsters, wo er sich unmittelbar als Defensivstürmer in der dritten Reihe etablieren konnte und im Dezember 2011 erstmals neun Partien für die Avalanche in der höchsten Spielklasse Nordamerikas bestritt. Anschließend kehrte er erneut zu den Monsters zurück und verbrachte dort mit Ausnahme von 13 Spielen auch die folgende Spielzeit. In der Saison 2013/14 mehrten sich seine Einsätze in der NHL, wobei Malone insgesamt fünf Scorerpunkte in 32 Spielen erzielen konnte.
Im Sommer 2014 unterschrieb Malone einen Zweijahresvertrag bei den Carolina Hurricanes, wo er mit Beginn der Spielzeit 2014/15 fester Bestandteil des NHL-Kaders war. Sein Vertrag wurde nach Ablauf jedoch nicht verlängert, sodass er sich nach der Saison 2015/16 als Free Agent den Washington Capitals anschloss. Dort kam er ausschließlich für das Farmteam Hershey Bears in der AHL zum Einsatz, ehe er Ende Februar 2017 gemeinsam mit Zach Sanford, einem Erstrunden-Wahlrecht im NHL Entry Draft 2017 sowie einem konditionalen Zweitrunden-Wahlrecht im NHL Entry Draft 2019 zu den St. Louis Blues transferiert wurde. Im Gegenzug erhielten die Capitals Kevin Shattenkirk und den Torwart Pheonix Copley.
Am Saisonende lief Malones Vertrag aus, nachdem er in Diensten der Blus ausschließlich für deren Farmteam Chicago Wolves zum Einsatz gekommen war. Am 3. Juli 2017 unterzeichnete er – erneut als Free Agent – einen Zweijahresvertrag bei den Edmonton Oilers. Überwiegend kam er jedoch bei deren Farmteam, den Bakersfield Condors zum Einsatz, bei denen er im April 2020 einen weiteren, jedoch auf die AHL beschränkten Zweijahresvertrag unterschrieb. Im Februar 2022 statteten ihn die Oilers dann erneut mit einem Vertrag aus, vorerst bis zum Ende der Spielzeit 2021/22.

## Erfolge und Auszeichnungen
- 2007 Clark-Cup-Gewinn mit den Sioux Falls Stampede
- 2010 Broadmoor-Trophy-Gewinn mit der University of North Dakota
- 2011 Broadmoor-Trophy-Gewinn mit der University of North Dakota
- 2011 WCHA All-Academic Team

## Karrierestatistik
Stand: Ende der Saison 2022/23

### International
Vertrat Kanada bei:
- World U-17 Hockey Challenge 2006

(Legende zur Spielerstatistik: Sp oder GP = absolvierte Spiele; T oder G = erzielte Tore; V oder A = erzielte Assists; Pkt oder Pts = erzielte Scorerpunkte; SM oder PIM = erhaltene Strafminuten; +/− = Plus/Minus-Bilanz; PP = erzielte Überzahltore; SH = erzielte Unterzahltore; GW = erzielte Siegtore; 1 Play-downs/Relegation; Kursiv: Statistik nicht vollständig)